# Antônio Parreiras

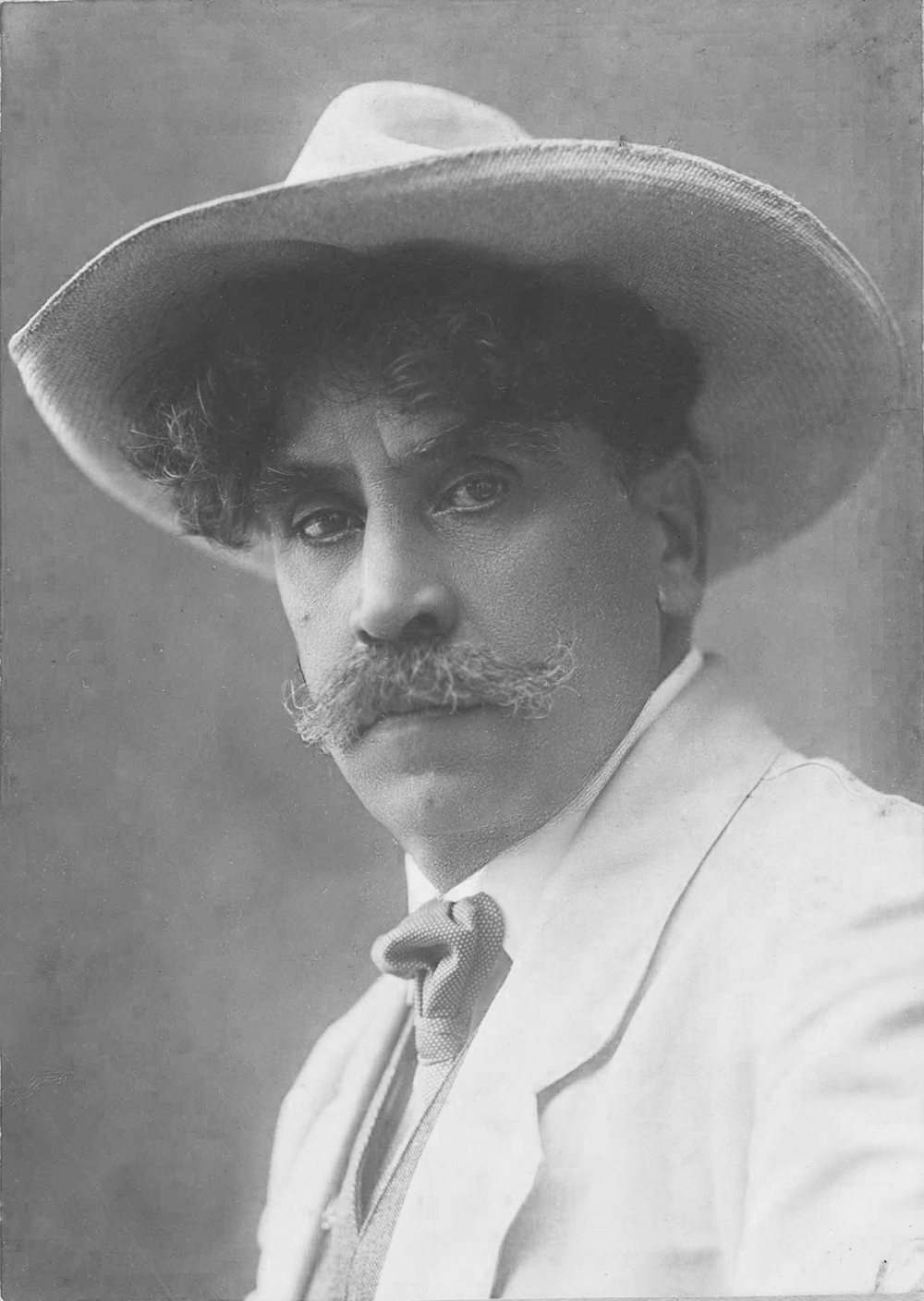
Antônio Parreiras
(data desconeguda, publicada 1920)

Antônio Diogo da Silva Parreiras (Niterói, 20 de gener de 1860 - Niterói, 17 d'octubre de 1937) fou un pintor, dissenyador i il·lustrador brasiler.
Fill d'un orfebre d'or, tingué vuit germans. El 1882 ingressà a l'Academia Imperial de Belas Artes de Rio de Janeiro, però al cap de dos anys abandonà els estudis per assistir a les classes llavors ofertes per l'artista alemany Georg Grimm. El 1885, quan Grimm marxà al camp, Parreiras es feu autodidacta. Un any després, una de les seves obres fou adquirida per l'emperador Pere II del Brasil.
Aquest fet li permeté continuar els seus estudis formals i viatjar a Europa el 1888, ingressant a l'Accademia di Belle Arti de Venècia, on tingué com a mestre Filippo Carcano. Al seu retorn a Brasil dos anys més tard va participar en l'«Exposição Gerais de Belas Artes». Més tard aquell mateix any, fou nomenat professor de pintura de paisatge a l'Escola Nacional de Belas Artes (ENBA), on, seguint l'estil de Grimm, introduïa els alumnes a la pintura a l'aire lliure. Disconforme amb alguns canvis en el currículum de l'ENBA, Parreiras va fundar la seva pròpia escola, Escola do Ar Livre.
Molt del seu treball posterior el feu als boscos dels afores de Teresópolis. També rebé nombrosos encàrrecs per pintar escenes històriques i, a partir de 1899, feu decoracions per al govern en edificis públics, com ara Alegoria a Apollo e às Deusas das Horas de 1925 per al Palácio da Liberdade in Belo Horizonte. De 1906 a 1919 mantingué un segon estudi a París i exhibí al Saló d'aquesta ciutat. També fou nomenat delegat de la Société Nationale des Beaux-Arts el 1911.
El 1925 fou escollit el millor artista de Brasil pels lectors de la revista Fon-Fon, publicació creada pel crític d'art Gonzaga Duque. L'any següent publicà la seva autobiografia i fou admès a l'Academia Fluminense de Letras. El 1933 participà en les seves últimes exposicions. Quatre anys després de la seva mort, el seu antic estudi esdevingué el Museu Antônio Parreiras.

## Obra selecta

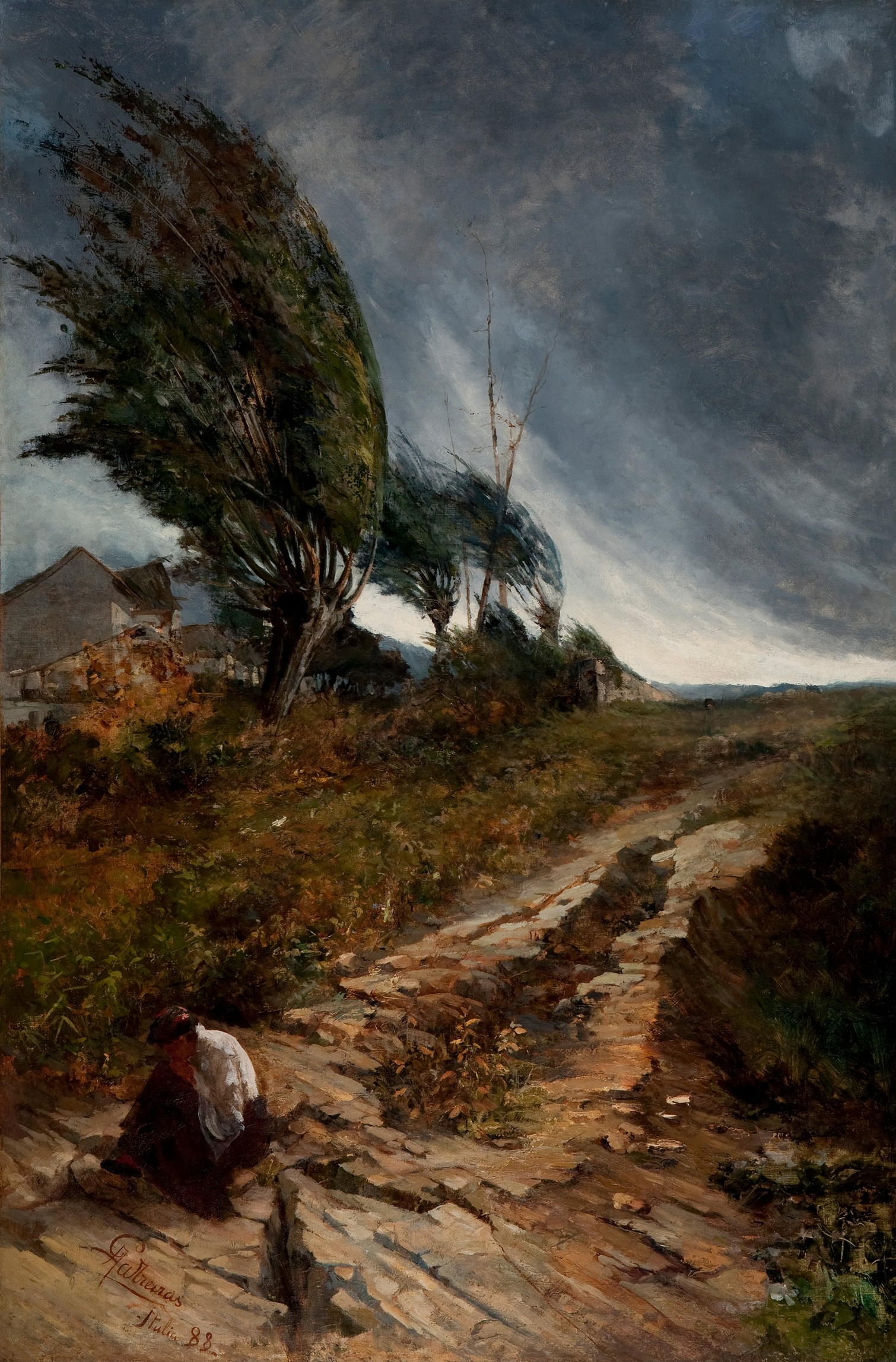
Ventania (1888), una de les seves obres més reproduïdes
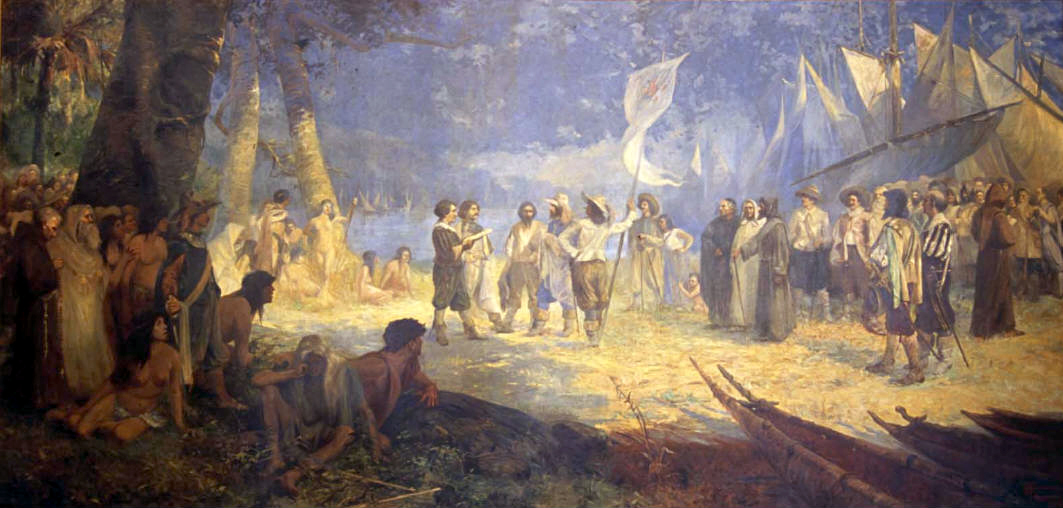
Conquista do Amazonas (1907)
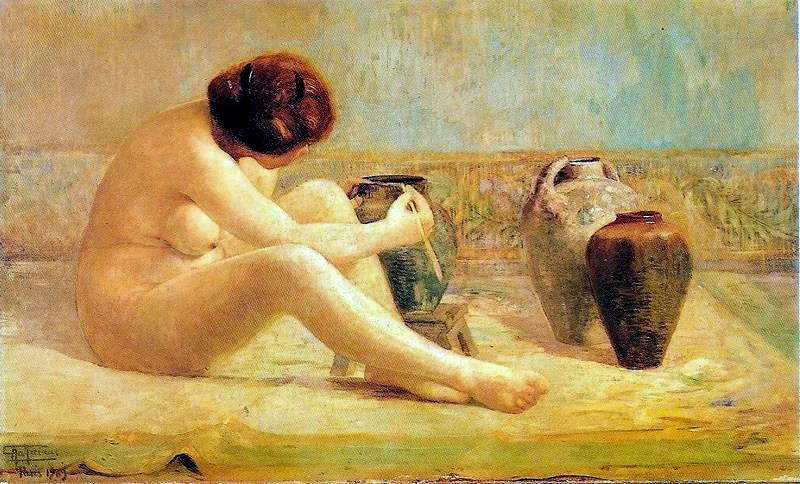
Fantasia (1909)
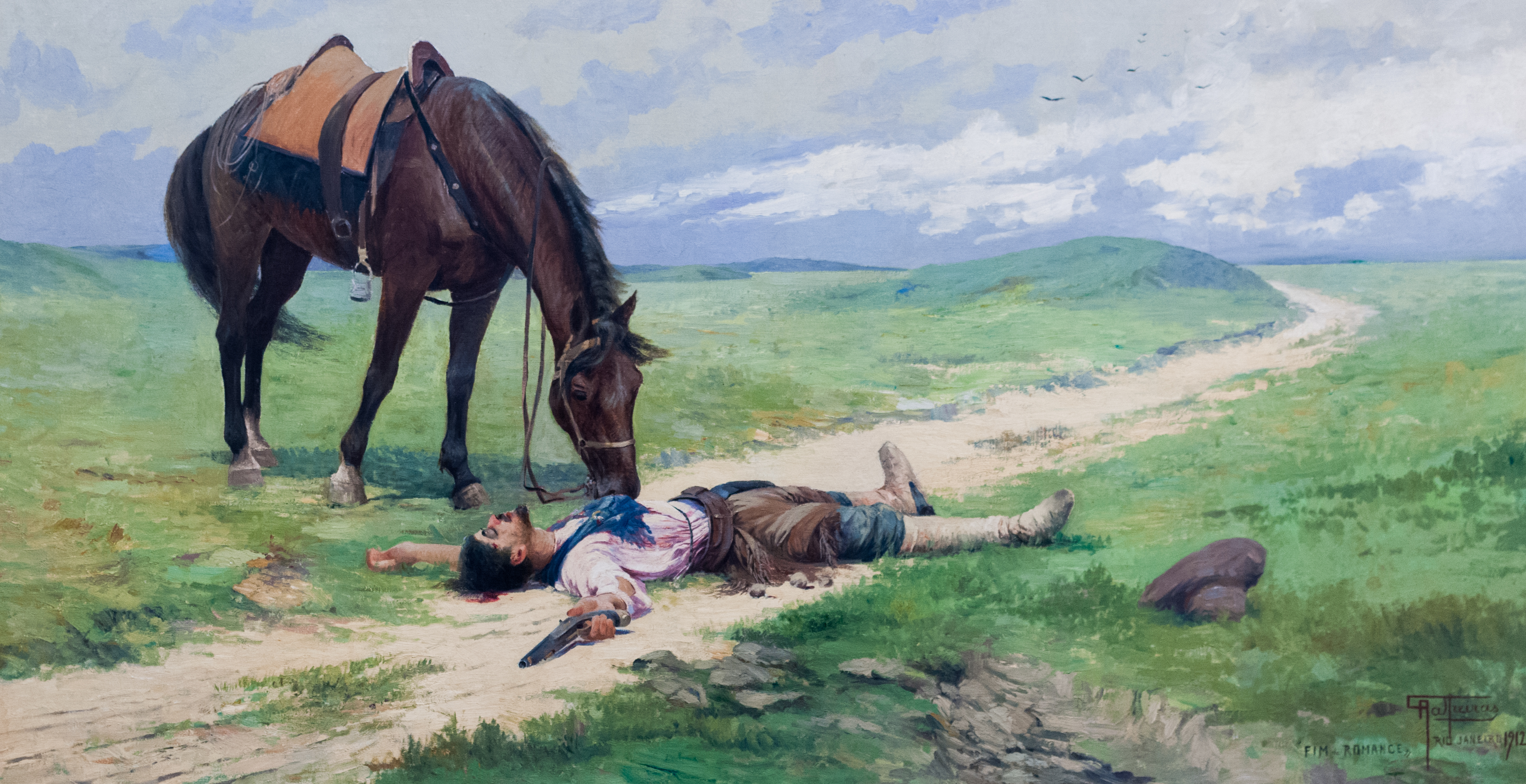
Fim de romance (1915)
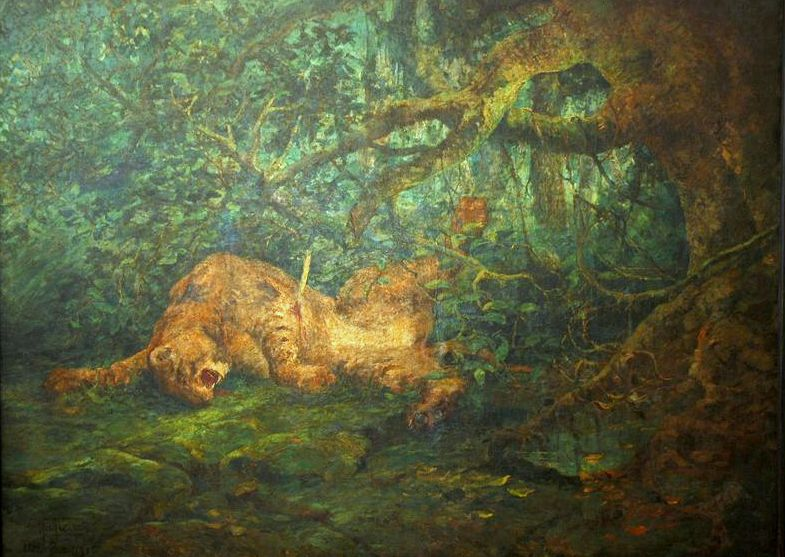
Agonia (1915)